# Extremoduro

Bandets logga.

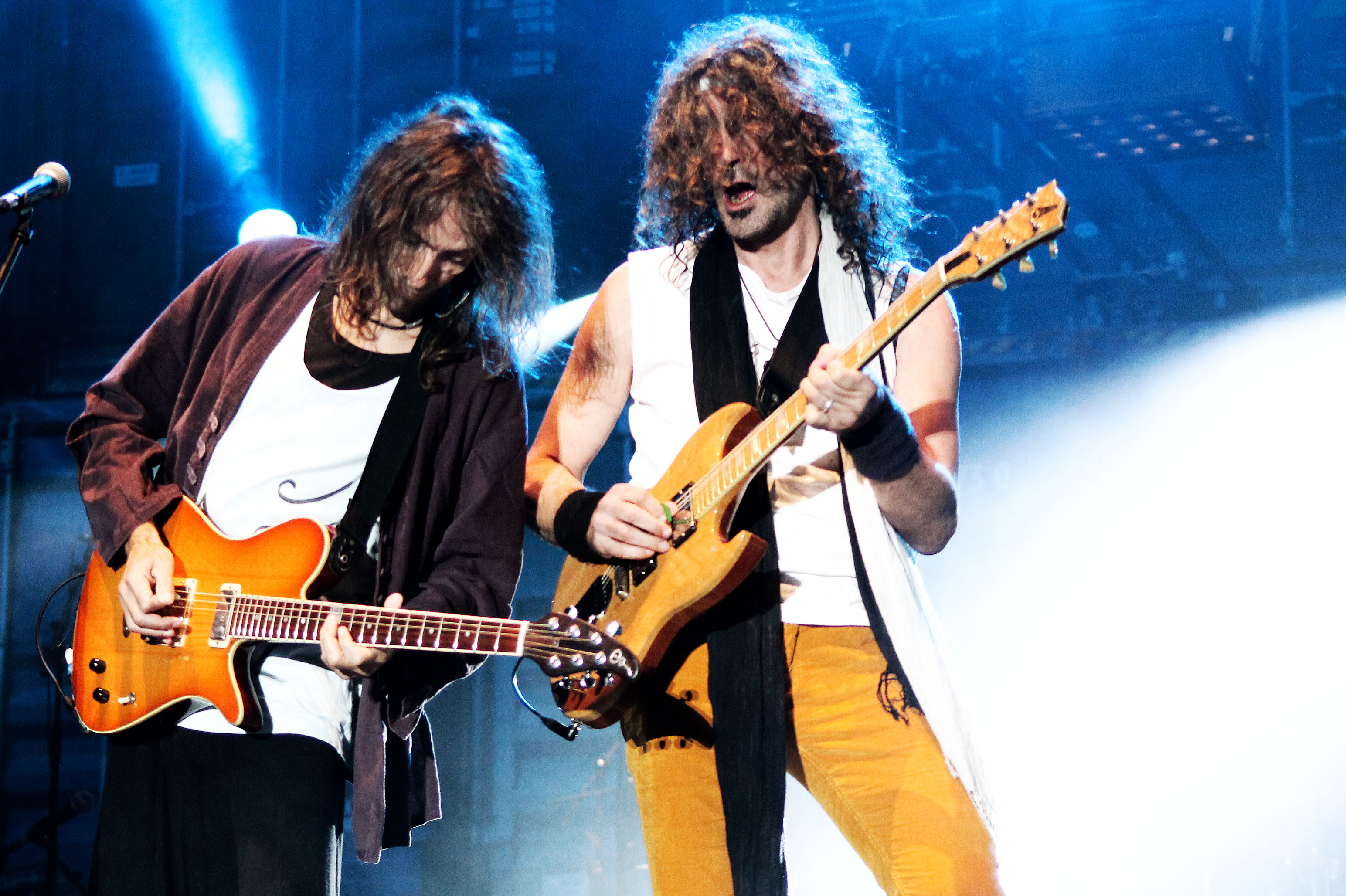
Roberto Rober Iniesta (till vänster) och Iñaki Uoho Antón (till höger) live 2014.

Extremoduro var ett spanskt rockband från Plasencia i Cáceres (Extremadura) som var aktivt från 1987 till 2019. Bandets musik innehåller inslag av bland annat hårdrock, punk, progressiv rock, symfonisk rock, blues, jazz, funk och flamenco. Deras låttexter (alltid skrivna på spanska) kombinerar tuffa ämnen som sex, droger, alkohol, samhällsproblem och liknande med en hel del poetiska drag. Idag är bandet känt som ett av de viktigaste musikgrupperna inom rock på spanska, år 2013 har de lyckats sälja över tre miljoner skivor.
Efter en lång tids tystnad meddelade bandet den 17 december 2019 via sociala medier att de lägger av. Några dagar senare meddelas en avskedsturné till sommaren 2020, som först blev framflyttad till hösten på grund av Covid19-pandemin och senare inställd. Bandet är nu officiellt splittrat.   

## Medlemmar

### Senaste
- Roberto Iniesta - gitarr och sång (1987-2020)
- Iñaki Antón - gitarr, keyboard och trombon (1996-2020)
- Miguel Colino - bas (2001-2020)
- Jose Ignacio Cantera - trummor (1997-2020)

### Tidigare medlemmar
- Kaíto – bas (1987-1988)
- William – trummor (1987-1988)
- Gonzalo – bas (1988-1990) och gitarr (1990-1993)
- Luis – trummor (1988-1993)
- Carlos – bas (1990-1993)
- Jorge Pérez – Trummor (1993-1994)
- Ramón – bas (1993-1998)
- Miguel Ferreras – bas (1993-1994)
- Eugenio Ortiz – gitarr (1993-1994)
- Iñaki Setién – gitarr (1994-1997)
- Alberto Gil – trummor (1994-1997)
- Diego Garay – bas (1999-2001)

## Diskografi

### Studioalbum
- Rock transgresivo (1989)
- Somos unos animales (1991)
- Deltoya (1992)
- ¿Dónde están mis amigos? (1993)
- Pedrá (1995)
- Agila (1996)
- Canciones prohibidas (1998)
- Yo, minoría absoluta (2002)
- La ley innata (2008)
- Material defectuoso (2011)
- Para todos los públicos (2013)

### Livealbum
- Iros todos a tomar por culo (1997)

### Samlingsalbum
- Extremoduro (1998)
- Grandes éxitos y fracasos (Episodio primero) (2004)
- Grandes éxitos y fracasos (Episodio segundo) (2004)

### Videoalbum
- Nos tiramos a joder (1993)
- Gira 2002 (2004)

### Singlar
- Extremaydura/La hoguera (1990)
- Decidí/Jesucristo García (1990)
- Tu corazón (1991)
- Quemando tus recuerdos (1991)
- Sol de invierno (1992)
- Ama, ama, ama y ensancha el alma (1992)
- Estoy muy bien/Los tengo todos (1993)
- Pepe Botika ¿Dónde están mis amigos?/Jesucristo García/Romperás (1994)
- 1º Cacho: Pedrá (Sin ti)/4º Cacho: Pedrá (Hijos de puta) (1995)
- Buscando una luna (1996)
- So payaso (1996)
- Sucede (1996)
- Amor castúo (live) (1997)
- Salir (1998)
- Golfa (1998)
- Golfa/Autorretrato (1999)
- A fuego (2002)
- Standby (2002)
- No me calientes que me hundo (2004)
- Dulce introducción al caos (2008)
- Tango suicida (2011)
- ¡Qué borde era mi valle! (2013)
- Experiencias de un batracio (live) (2015)

### Musikvideor
- So payaso
- Esclarecido
- A fuego
- Puta
- Standby